# 拉布卢蒂耶尔
拉布卢蒂耶尔（法語：La Bloutière，法語發音：[la blutjɛʁ]）是法国芒什省的一个市镇，属于圣洛区。

## 地理
拉布卢蒂耶尔（48°52'30"N, 1°14'21"W）面积9.31 平方千米，位于法国诺曼底大区芒什省，该省份为法国西北部沿海省份，西、北、东北三面环大西洋，东起顺时针与卡爾瓦多斯省、奧恩省、马耶讷省和伊勒-维莱讷省接壤。
与拉布卢蒂耶尔接壤的市镇（或旧市镇、城区）包括：蒙泰居莱布瓦、拉科隆布、弗勒里、勒梅尼勒加尼耶、诺曼底地区佩尔西、维勒迪约莱波埃勒-鲁菲尼。

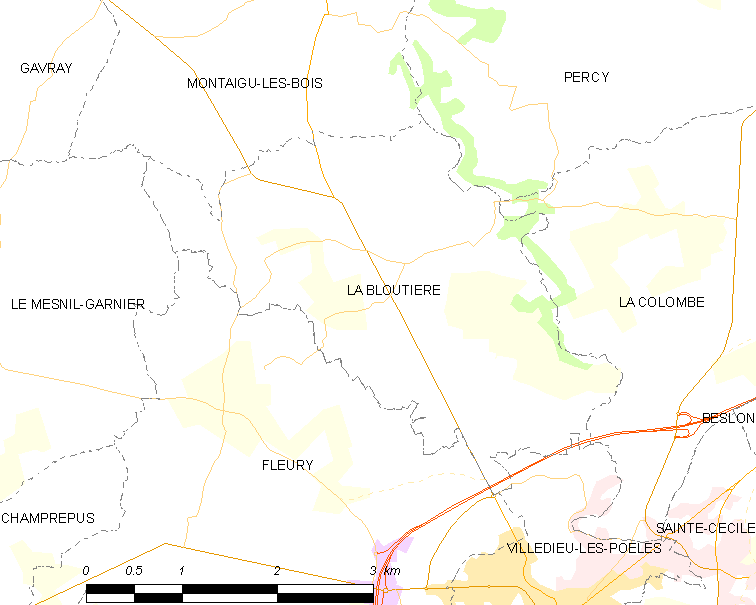
拉布卢蒂耶尔的OSM定位图

拉布卢蒂耶尔的时区为UTC+01:00、UTC+02:00（夏令时）。

## 行政
拉布卢蒂耶尔的邮政编码为50800，INSEE市镇编码为50060。

## 政治
拉布卢蒂耶尔所属的省级选区为维勒迪约莱普瓦勒-鲁菲尼县。

## 人口

1962-2008年间拉布卢蒂耶尔人口变化图示

拉布卢蒂耶尔于2022年1月1日时的人口数量为430人。